# L'Armée des ombres
L'Armée des ombres is een Franse oorlogsfilm uit 1969 van Jean-Pierre Melville. Het scenario was gebaseerd op het gelijknamige boek van Joseph Kessel. De film volgt de leden van een kleine groep uit de Résistance tijdens de Tweede Wereldoorlog. De naam van de film (het schaduwleger) verwijst naar de bijnaam van de verzetsorganisatie L'armée secrète.

## Verhaal
Ambtenaar en verzetsleider Philippe Gerbier wordt op verdenking van gaullistische ideeën gearresteerd en in een concentratiekamp opgesloten. Wanneer hij naar Parijs wordt overgebracht om daar door de Gestapo te worden ondervraagd, slaagt hij er in te ontsnappen en naar Marseille te ontkomen, waar zijn verzetsgroep zich bevindt.
In Marseille rekruteert Lepercq, Gerbiers rechterhand, de charismatische Jean-François Jardie. Op diens eerste missie naar Parijs ontmoet hij Mathilde, een huisvrouw die een sleutelrol speelt in Gerbiers netwerk. Daarna brengt hij een bezoek aan zijn oudere broer Luc, die een teruggetrokken academisch leven leidt.
Wanneer Gerbier met een duikboot naar Engeland reist, blijkt Luc Jardie de grand patron van het verzet in Frankrijk. Ondertussen is Lepercq echter gearresteerd door de Gestapo. Mathilde neemt de leiding van de groep over. Ze bedenkt een stoutmoedig plan om hem vrij te krijgen, dat echter faalt omdat Lepercq er te erg aan toe is. Jean-François laat zich oppakken. Hij komt in een cel terecht samen met Lepercq, en biedt de stervende zijn cyanidepil aan.
Gerbier wordt opgepakt tijdens een controle op de rantsoenering. Hij staat op het punt te sterven in een sadistisch spelletje wanneer Mathilde hem komt bevrijden. Wanneer Mathilde op haar beurt wordt gearresteerd, beseft de verzetsgroep dat zij de groep zal moeten verraden om haar familie te sparen.

## Rolverdeling
| Acteur             | Personage                  |
| ------------------ | -------------------------- |
| Lino Ventura       | Philippe Gerbier           |
| Paul Meurisse      | Luc Jardie                 |
| Jean-Pierre Cassel | Jean-François Jardie       |
| Simone Signoret    | Mathilde                   |
| Claude Mann        | Claude Ullmann             |
| Paul Crauchet      | Félix Lepercq              |
| Christian Barbier  | Guillaume Vermersch        |
| Serge Reggiani     | Kapper                     |
| André Dewavrin     | Kolonel Passy              |
| Alain Dekok        | Legrain                    |
| Alain Mottet       | Kampleider                 |
| Alain Libolt       | Paul Dounat                |
| Jean-Marie Robain  | Baron de Ferte Talloire    |
| Albert Michel      | Gendarme                   |
| Denis Sadier       | Arts                       |
| Nathalie Delon     | Vriendin van Jean-François |

## Achtergrond
De film bevat verwijzingen naar de echte verzetshelden. Het personage Luc Jardie met name is duidelijk gebaseerd op de wetenschapsfilosoof Jean Cavaillès. Het personage Mathilde is gemodelleerd naar Lucie Aubrac. André Dewavrin, als Colonel Passy hoofd van de inlichtingendienst van de Vrije Fransen in Londen, speelt zichzelf.
Bij de première werd de film lauw ontvangen door de politieke context. Het gaullisme verkeerde immers na Mei '68 en het ontslag van president de Gaulle in een crisis. Hierdoor werd de film niet internationaal uitgebracht. Pas in 2006 werd de film voor het eerst vertoond in de Verenigde Staten.